# Vera Cruz (Aveiro)
Vera Cruz foi uma freguesia portuguesa do Município de Aveiro, que tinha 38,47 km² de área e 9 657 habitantes (2011), e, por isso, uma densidade populacional de 251 hab/km², sendo uma freguesia urbana da cidade de Aveiro.
Foi extinta em 2013, no âmbito de uma reforma administrativa nacional, tendo sido agregada à freguesia de Glória, para formar uma nova freguesia denominada União das Freguesias de Glória e Vera Cruz da qual é sede.

## População
| População da freguesia de Vera Cruz | População da freguesia de Vera Cruz | População da freguesia de Vera Cruz | População da freguesia de Vera Cruz | População da freguesia de Vera Cruz | População da freguesia de Vera Cruz | População da freguesia de Vera Cruz | População da freguesia de Vera Cruz | População da freguesia de Vera Cruz | População da freguesia de Vera Cruz | População da freguesia de Vera Cruz | População da freguesia de Vera Cruz | População da freguesia de Vera Cruz | População da freguesia de Vera Cruz | População da freguesia de Vera Cruz |
| ----------------------------------- | ----------------------------------- | ----------------------------------- | ----------------------------------- | ----------------------------------- | ----------------------------------- | ----------------------------------- | ----------------------------------- | ----------------------------------- | ----------------------------------- | ----------------------------------- | ----------------------------------- | ----------------------------------- | ----------------------------------- | ----------------------------------- |
| 1864                                | 1878                                | 1890                                | 1900                                | 1911                                | 1920                                | 1930                                | 1940                                | 1950                                | 1960                                | 1970                                | 1981                                | 1991                                | 2001                                | 2011                                |
| 3 305                               | 3 613                               | 4 567                               | 5 277                               | 5 806                               | 5 789                               | 7 005                               | 7 974                               | 8 981                               | 7 787                               | 8 442                               | 8 926                               | 7 059                               | 8 652                               | 9 657                               |

Pelo decreto-lei nº 40.065, de 16/02/1955, foi criada a freguesia de S. Jacinto com lugares desta freguesia
| Distribuição da População por Grupos Etários | Distribuição da População por Grupos Etários | Distribuição da População por Grupos Etários | Distribuição da População por Grupos Etários | Distribuição da População por Grupos Etários | Distribuição da População por Grupos Etários | Distribuição da População por Grupos Etários | Distribuição da População por Grupos Etários | Distribuição da População por Grupos Etários | Distribuição da População por Grupos Etários |
| -------------------------------------------- | -------------------------------------------- | -------------------------------------------- | -------------------------------------------- | -------------------------------------------- | -------------------------------------------- | -------------------------------------------- | -------------------------------------------- | -------------------------------------------- | -------------------------------------------- |
| Ano                                          | 0-14 Anos                                    | 15-24 Anos                                   | 25-64 Anos                                   | > 65 Anos                                    |                                              | 0-14 Anos                                    | 15-24 Anos                                   | 25-64 Anos                                   | > 65 Anos                                    |
| 2001                                         | 1 291                                        | 1 041                                        | 4 878                                        | 1 442                                        |                                              | 14,9%                                        | 12,0%                                        | 56,4%                                        | 16,7%                                        |
| 2011                                         | 1 325                                        | 931                                          | 5 664                                        | 1 737                                        |                                              | 13,7%                                        | 9,6%                                         | 58,7%                                        | 18,0%                                        |

## Património
- Casa da Cooperativa Agrícola em Aveiro, edifício Arte Nova na Rua João Mendonça, 5-7.
- Capela do Senhor das Barrocas
- Igreja do Convento do Carmo (Aveiro)
- Casa dos Morgados de Vilarinho / Couceiro da Costa, Rua do Gravito, 32
- Casa do Major Pessoa, edifício Arte Nova na Rua Dr. Barbosa Magalhães, 9-11
- Casa do Seixal e Capela da Madre de Deus ou Primitiva casa e capela de Nicolau Ribeiro Picado
- Edifício da antiga Capitania do Porto de Aveiro ou Casa dos Arcos ou Escola de Desenho Industrial Fernando Caldeira
- Edifício de Pompeu Figueiredo, casa da rua do Carmo, 35
- Residência do Arquitecto Francisco Augusto Silva Rocha, casa da rua do Carmo, 12 e 14
- Capela de São Gonçalo (Vera Cruz) ou Capela de São Gonçalinho
- Casa na Rua Manuel Firmino, 47-49, com painéis das Quatro Estações.
- Casa Paris, Ourivesaria Matias, Pastelaria Avenida
- Armazéns do Sal do Canal de São Roque ou Palheiros de sal do Canal de São Roque
- Centro Comunitário da Vera Cruz, casa da Rua de Sá, 3 e 5
- Casa da Rua Tenente Resende, 30, actual pensão / restaurante Ferro
- Escola da Vera Cruz
- Sítio da Forca
- Casa do nascimento do jornalista Fernando Pessa, Rua do Carmo